# Dioctria liturata
Dioctria liturata là một loài ruồi trong họ Asilidae. Dioctria liturata được Loew miêu tả năm 1873. Loài này phân bố ở vùng Cổ Bắc giới.